# Blocco 10 di Auschwitz I

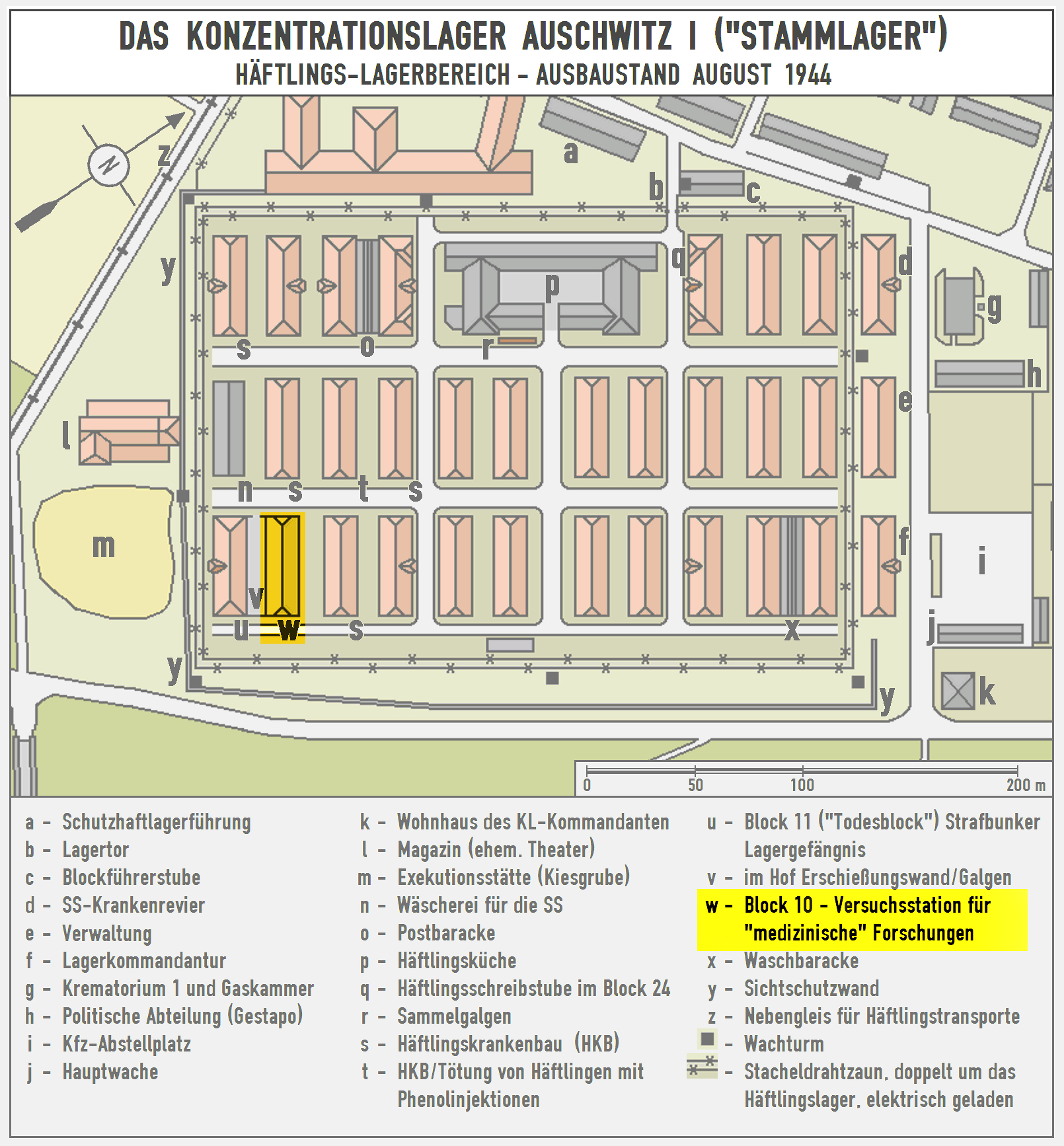
Campo principale: posizione del blocco 10 (contrassegnato in giallo)

Il blocco 10 di Auschwitz I fu un blocco di celle nel campo di concentramento di Auschwitz dove uomini e donne vennero usati come soggetti sperimentali per i medici tedeschi. Gli esperimenti nel Blocco 10 inclusero la sperimentazione delle reazioni corporee alle sostanze relativamente benigne e anche la sterilizzazione.
Sebbene il Blocco 10 fosse nella zona maschile, gli esperimenti condotti furono principalmente sulle donne. Per compiacere i prigionieri "elite", i tedeschi ospitarono le prostitute nel Blocco 10. I principali medici che lavorarono nel Blocco 10 furono Carl Clauberg, Horst Schumann, Eduard Wirths, Bruno Weber e August Hirt. Ognuno di loro usò metodi diversi per compiere gli esperimenti sui detenuti.

## I medici

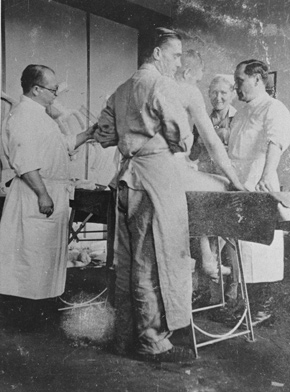
Carl Clauberg a sinistra e Horst Schumann di spalle fotografati nel 1942 mentre operano

- Carl Clauberg.[1] Si concentrò sulla sterilizzazione per iniezione. Il suo metodo consisteva nell'iniettare una sostanza caustica nella cervice per ostruire le tube di Falloppio. I soggetti sono morti durante la sterilizzazione mentre altri hanno manifestato forti dolori ed infezioni. I suoi soggetti sperimentali erano donne sposate di età compresa tra i venti ed i quaranta anni che avevano già avuto figli.[2]
- Horst Schumann. I suoi soggetti sperimentali erano uomini e donne sani nella tarda adolescenza o nei primi vent'anni, sui quali ha tentato la sterilizzazione a raggi X. Le vittime hanno subito delle ustioni da radiazioni e suppurazione dopo l'esposizione. Le parti del corpo colpite, principalmente le ovaie e i testicoli, sono state poi rimosse chirurgicamente per essere esaminate.
- Eduard Wirths. Si è concentrato sulla crescita precancerosa della cervice, dove fotografava frequentemente la cervice delle prigioniere senza il loro consenso, le amputava, e inviava sia le fotografie che il campione raccolto al Dott. Hinselmann. Inoltre, ha sterilizzato molte donne sottoponendo le loro ovaie a radiazioni o rimozione chirurgica. Ha anche promosso Josef Mengele nell'agosto 1944.
- Bruno Weber. Ha testato la compatibilità dei diversi gruppi sanguigni dissanguando i prigionieri e iniettando loro altri gruppi sanguigni. Ha anche sperimentato gli effetti dei barbiturici e dei derivati della morfina a scopo di controllo mentale.
- August Hirt. Era responsabile dell'organizzazione di una collezione di scheletri ebrei di 86 prigionieri, per dimostrare la loro "inferiorità razziale". Ha anche testato l'iprite sui prigionieri.

### Gli esperimenti

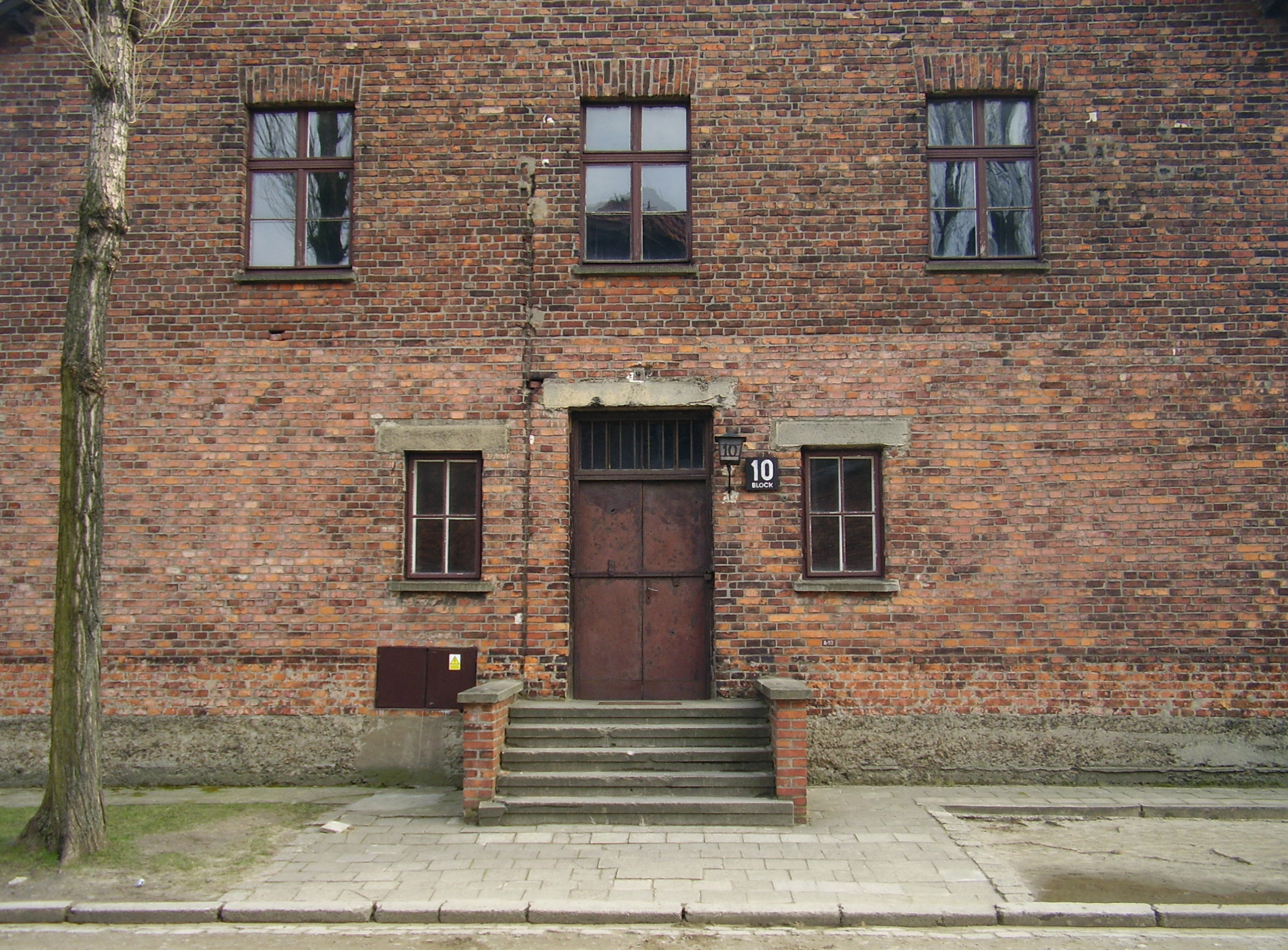
Il Blocco 10 ad Auschwitz I.

Le vittime di Auschwitz furono anche trasportate altrove, dove erano necessari soggetti sperimentali. Ad esempio, venti bambini ebrei furono trasportati nel campo di concentramento di Neuengamme ad Amburgo, dove furono iniettati con un siero tubercolare virulento e sottoposti ad altri esperimenti, e successivamente assassinati nella scuola Bullenhuser Damm.
I medici tedeschi eseguirono una serie di esperimenti sui prigionieri di Auschwitz: testarono l'efficacia dei raggi X come dispositivo per la sterilizzazione somministrando grandi dosi sulle detenute, Carl Clauberg iniettò delle sostanze chimiche negli uteri delle donne nel tentativo di incollarli. I prigionieri furono infettati dalla febbre maculata per la ricerca sulla vaccinazione ed esposti a sostanze tossiche per studiarne gli effetti.
Per un esperimento, la Bayer, allora parte di IG Farben, ha pagato 150 RM a testa per 150 detenute di Auschwitz (il campo aveva chiesto 200 RM per donna), che furono trasferite in una struttura della Bayer per testare un anestetico. Un dipendente della Bayer scrisse a Rudolf Höss: "Il trasporto di 150 donne è arrivato in buone condizioni. Tuttavia, non siamo stati in grado di ottenere risultati conclusivi perché sono morte durante gli esperimenti. Vi preghiamo di inviarci un altro gruppo di donne dello stesso numero e allo stesso prezzo." La ricerca della Bayer fu condotta ad Auschwitz da Helmuth Vetter, medico di Auschwitz e capitano delle SS, e dai medici di Auschwitz Friedrich Entress ed Eduard Wirths.

## Prima del 1943

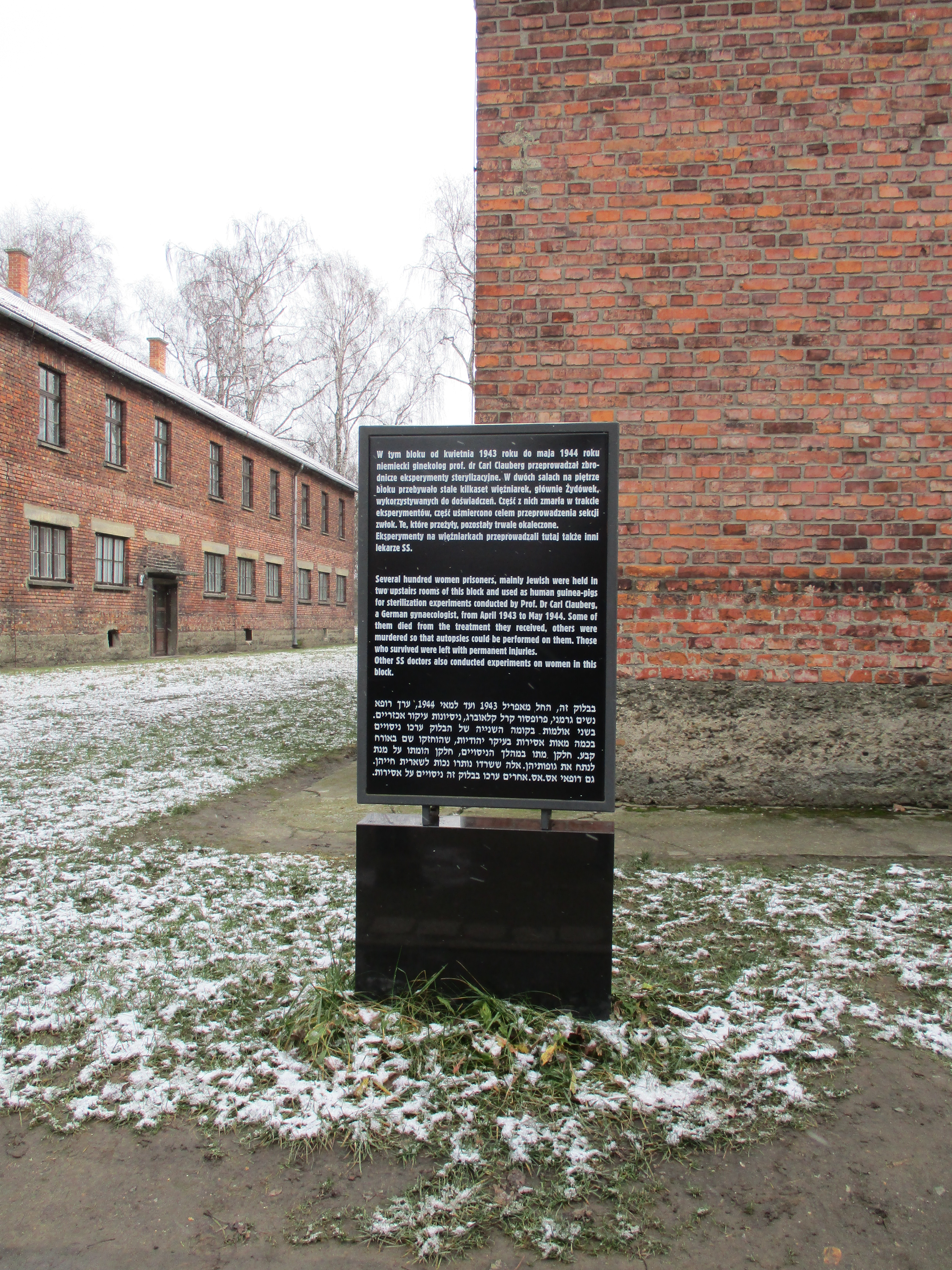
Targa commemorativa sul Blocco 10

Dal 1940 al 1942, oltre alle baracche fu utilizzato il Blocco 10 per ospitare i detenuti del campo. Nel 1941 vi furono temporaneamente alloggiati i cosiddetti prigionieri da rieducare. Nel 1942 alcune donne furono alloggiate per qualche mese, finché alla fine dell'anno le stanze furono dotate di attrezzature mediche per l'istituzione di un reparto ginecologico. Nell'aprile del 1943 le stanze furono messe a disposizione del ginecologo Carl Clauberg, considerato il "principale specialista mondiale di medicina riproduttiva".

## Dopo il 1943

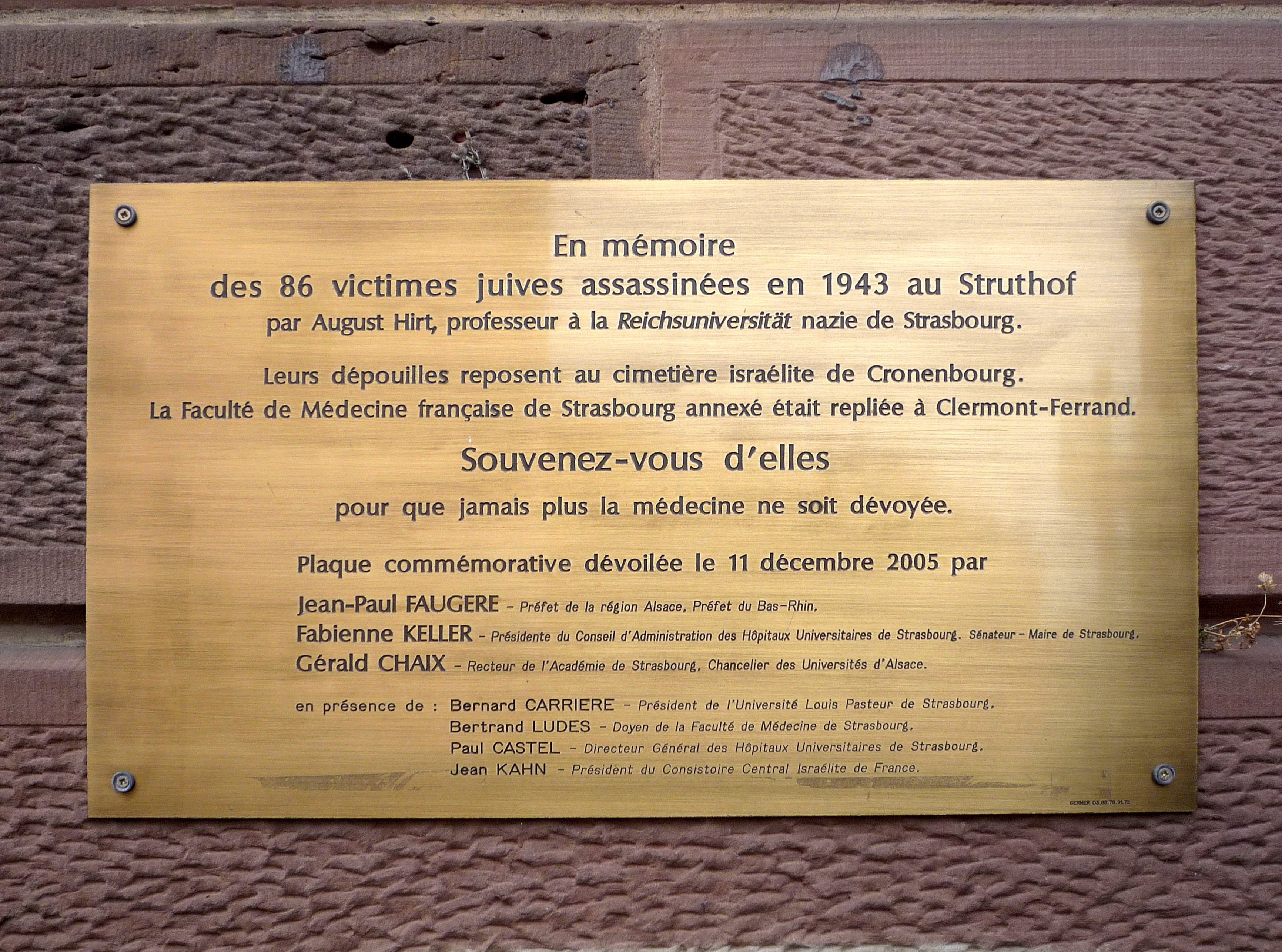
Targa commemorativa presso l'Istituto di Anatomia di Strasburgo. Le 86 vittime ebree vennero selezionate dal prof. August Hirt per delle analisi antropometriche, furono uccise nella camera a gas e successivamente i corpi furono usati per allestire l'esposizione antropologica. Lo storico e antropologo culturale Hans-Joachim Lang dimostrerà che questo inutile pluriomicidio compiuto per uno scopo pseudoscientifico usò donne e uomini di Auschwitz I. Infatti le donne furono selezionate dal blocco 10, e gli uomini dal blocco 21 per un totale di 86 internati

Le donne ospitate nel Blocco 10 furono vittime degli abusi dei medici Carl Clauberg, Eduard Wirths e Horst Schumann che operarono nel blocco per i loro esperimenti umani.
Nel 2011, Hans-Joachim Lang pubblicò un libro intitolato Die Frauen von Block 10. Medical Experiments in Auschwitz, dove ha raccolto le testimonianze dei sopravvissuti per raccontare la loro storia. Il suo libro è stato tradotto in diverse lingue (finlandese, polacco e ceco) e nel 2018 è stata pubblicata una nuova edizione rivista.
Nel febbraio 2012, Uwe Stolzmann ha riportato in Deutschlandfunk Kultur del libro di Lang dal titolo Labor des Grauens. Nel giugno 2012, la rivista Der Spiegel ha ricordato il Blocco 10.
Nel 2019, è stato realizzato il film Medizinversuche in Auschwitz. Clauberg und die Frauen von Block 10, sotto la regia di Sonya Winterberg e Sylvia Nagel, andato in onda su Arte a gennaio 2020.
In collaborazione con Schering-Kahlbaum AG, Clauberg sviluppò, tra le altre cose, dei preparati ormonali ed è stato uno dei padri della pillola anticoncezionale. Il suo "lavoro sul controllo delle nascite e l'infertilità fa ancora parte dell'attuale canone medico, ma senza fare alcun riferimento ai suoi esperimenti medici ad Auschwitz", ha affermato ARD nel testo che accompagna il film. Mentre Clauberg si dichiarò colpevole nel processo in Unione Sovietica del 1947-1948, negò invece l'indagine iniziata in Germania nel 1955 affermando di "aiutare e salvare solo donne".
Il Internationale Auschwitz Komitee (Comitato Internazionale di Auschwitz) pubblicò nelle sue Notizie da Auschwitz la relazione di un testimone sopravvissuto con il titolo 8 dicembre 1944: Una giornata alla stazione di ricerca del Dr. Clauberg.

## Targa commemorativa
Una targa ricorda in polacco, inglese ed ebraico i crimini commessi da Clauberg dall'aprile 1943 al maggio 1944. Alcune delle vittime morirono per le cure ricevute, altri sono stati uccisi per essere poi sottoposti ad autopsia: i sopravvissuti hanno riportato dei danni permanenti.